# Patricia Simón Carrasco
Patricia Simón Carrasco (Estepona, Màlaga, 24 de febrer de 1983) és una escriptora i periodista especialitzada en relacions internacionals i drets humans.
Ha estat reconeguda amb el Premio de la Asociación de Mujeres de los Medios de Comunicación de España el 2013 (AMECO). L'any 2022 va obtenir el Premi Bones Pràctiques en reporterisme en drets humans i feminisme, dins dels Premis de Comunicació no sexista que atorga l'Associació de Dones Periodistes de Catalunya.

## Publicacions
- Simón, P., (2019) Buscamos Refugio, Nuestra guerra son las maras, España: Comisión Española de Ayuda al Refugiado CEAR.
- Simón, P., (2018) Mujeres que se mueven, España: Médicos del Mundo.

## Documentals
- La fuerza de los pequeños, sobre la lucha social contra la esclavitud y la explotación sexual de los menores en Brasil (2016), editat per la Asociación Derechos, Paz y Libertad (ADEPAL).[3]